# 中東欧の日本語教育
中東欧の日本語教育（ちゅうとうおうのにほんごきょういく、英語: Japanese language education in Central and Eastern Europe）とは、日本語を母語としない中東欧13カ国（ハンガリー、ポーランド、チェコ、ブルガリア、ルーマニア、スロベニア、スロバキア、クロアチア、セルビア、モンテネグロ、ボスニア、マケドニア、コソボ）の学習者に対し、日本語でのコミュニケーション能力を育成することを指す。

## 沿革
- 1975年、ユーゴスラビア（現セルビア）のベオグラード大学言語学部東洋言語学科に日本語講座開講。[1]
- 1980年代、スロベニア東方学会のボランティアによる日本語講座開始。[2]
- 1986年、チェコスロバキアのコメンスキー大学（現スロバキアの領域）で日本語コース開講。[3]
- 1993年、スロバキアのコメンスキー大学に東アジア研究学科日本研究科設立。[3]
- 1995年、スロベニアのリュブリャナ大学文学部アジア・アフリカ研究学科日本研究講座開講。[2]
- 1996年、クロアチアのザグレブ第7高等学校、ザグレブ芸術高等学校で授業開始。[4]
- 1997年、クロアチアのザグレブ第2高校、第16高校、ザグレブ古典高校で日本語教育開始[4]。マケドニア・日本友好協力協会日本語講座開講。[5]
- 2000年、ボスニアのデルベンタ市のギムナジウムにて日本語教室開講。同国の日本大使館にて日本語教室を開講。
- 2001年、マケドニア・日本友好協力協会日本語講座休止。[5]
- 2003年、ボスニアのビエリナ市の外国語学校で日本語コース開講。
- 2004年、クロアチアのザグレブ大学哲学部日本研究コース開講（非正規コース）、同国東部のスティエパン・ラディチ小学校で授業開始[4]。モンテネグロのモンテネグロ大学経済学部学生有志による日本語コース開講[6]。マケドニア・日本友好協力協会日本語講座再開[5]。ボスニア、バニャ・ルカ市のNGO「マルコ・ポーロ」、日本語コース開講。
- 2005年、マケドニア・日本友好協力協会日本語講座再休止。[5]
- 2006年、ボスニアの「BH-日本友好協会」日本語コース開講。
- 2007年、クロアチアのスプリトの語学学校で日本語コース開講[4]。
- 2008年10月、クロアチア日本語教師会発足[7]。スロバキアのプレショウ大学にアジア研究所設立。スロベニアのマリボル大学文学部で一般公開講座開講。[3]
- 2009年、クロアチアのプレショウ大学で日本語講座開講[4]。スロベニアで初の日本語スピーチコンテスト[2]。モンテネグロ大学の日本語講座、閉講[6]。スロベニアのリュブリャナ大学で国際シンポジウム「南東欧・西バルカン日本語教育研究国際会議」開催[8]。
- 2013年、セルビアに日本語教師会を兼ねる「セルビア日本学会」が設立された。中東欧日本語教育ネットワーク会議2013がブダペストのカーロリ・ガーシュパール・カルビン派大学において開催された（参加国、スロベニア、ブルガリア、ルーマニア、チェコ、ポーランド、セルビア、クロアチア、ハンガリー）。[8]。
- 2014年、クロアチアのザダル大学で日本語教育開始。[9]　三菱商事の支援で、ベオグラード市内の「フィリップ・クリャーイッチ・フィッチャ小学校」(Основна школа „Филип Кљајић Фића“ / Osnovna škola „Filip Kljajić Fića“)、「ブーク・カラジッチ小学校」(Основна школа „Вук Караџић“ / Osnovna škola „Vuk Karadžić“)、「ゼムン普通高校」(Земунска гимназија / Zemunska gimnazija)、及びノビ・サド市の「ヨバン・ヨバノビッチ・ズマイ普通高校」の4校で、今学期より新たに日本語授業が選択授業として開始された。[10]。スロバキアのブラティスラヴァにある汎ヨーロッパ大学の敷地内に9月29日に「日本センター」が開設された。コメニウス大学の旧講師陣が複数名参加している。

## 教育段階別の状況

### 初等教育段階
ポーランド、チェコ、ブルガリア、ルーマニアを除く中東欧において初等教育段階で日本語を扱っているのは、クロアチア内陸地方東部スティエパン･ラディチ小学校のみである。

### 中等教育段階
中東欧の中等教育段階では、クロアチア、ザグレブ第7高等学校、ザグレブ芸術高等学校（第二外国語の選択科目）、および、セルビアのベオグラード語学専門高等学校などで日本語が教えられている。また、スロベニアのいくつかの高校でも、課外活動としてではあるが日本語教育が行われている。

### 高等教育段階
中東欧の多くの大学で日本語が学ばれている。ポーランド、チェコ、ブルガリア、ルーマニアを除く地域では以下のとおり。
- クロアチア、ザグレブ大学哲学部日本研究コースとザグレブ経済経営大学。[4]
- スロバキア、プレショウ大学。[3]
- スロベニア、リュブリャナ大学文学部アジア・アフリカ研究学科日本研究講座。[2]
- セルビアのベオグラード大学、メガトレンド大学、Braca Karic大学。[1]
- マケドニアの聖キリル・メトディウス大学（課外授業）。[5]

### 成人教育
- スロベニアのリュブリャナ大学及びマリボル大学の一般公開講座。[2]
- セルビアのノビ・サド日本友好協会の一般公開講座。[1]
- マケドニアの聖キリル・メトディウス大学の一般公開講座。[5]

## 日本語教師会
- チェコ日本語教師会（スロバキアの日本語教師も会員となっている）
- クロアチア日本語教師会[4]
- ブルガリアの日本語教師会は2012年1月31日をもって解散した。[11]。